# Uncinia brevicaulis
Uncinia brevicaulis är en halvgräsart som först beskrevs av Louis Marie Aubert Du Petit-Thouars, och fick sitt nu gällande namn av Carl Sigismund Kunth. Uncinia brevicaulis ingår i släktet Uncinia och familjen halvgräs. Inga underarter finns listade i Catalogue of Life.